# 福井県道7号三国東尋坊芦原線
福井県道7号三国東尋坊芦原線（ふくいけんどう7ごう みくにとうじんぼうあわらせん）は、福井県坂井市とあわら市を結ぶ主要地方道（福井県道）である。

## 概要

### 路線データ
- 起点：福井県坂井市三国町山王（国道305号交点）
- 終点：福井県あわら市舟津（国道305号交点）

## 歴史
- 1954年（昭和29年）1月20日 - 建設省（現・国土交通省）が主要地方道福井大聖寺線、主要地方道敦賀三国線とともに両道路間を結ぶ主要地方道三国東尋坊芦原線を指定。
- 1969年（昭和44年）12月4日 - 主要地方道敦賀三国線と一般県道三国芦原線が一般国道305号（石川県金沢市～福井県南条郡河野村）へ昇格され、本路線も芦原町（当時）の一部が重複区間となる。
- 1993年（平成5年）5月11日 - 建設省から、主要県道三国東尋坊芦原線が三国東尋坊芦原線として主要地方道に再指定される[1]。

## 路線状況

### 別名
- かもめ通り（坂井市、あわら市）

### 重複区間
- 国道305号・国道365号（坂井市三国町加戸 - あわら市舟津終点）

## 地理

### 通過する自治体
- 坂井市
- あわら市

### 交差する道路

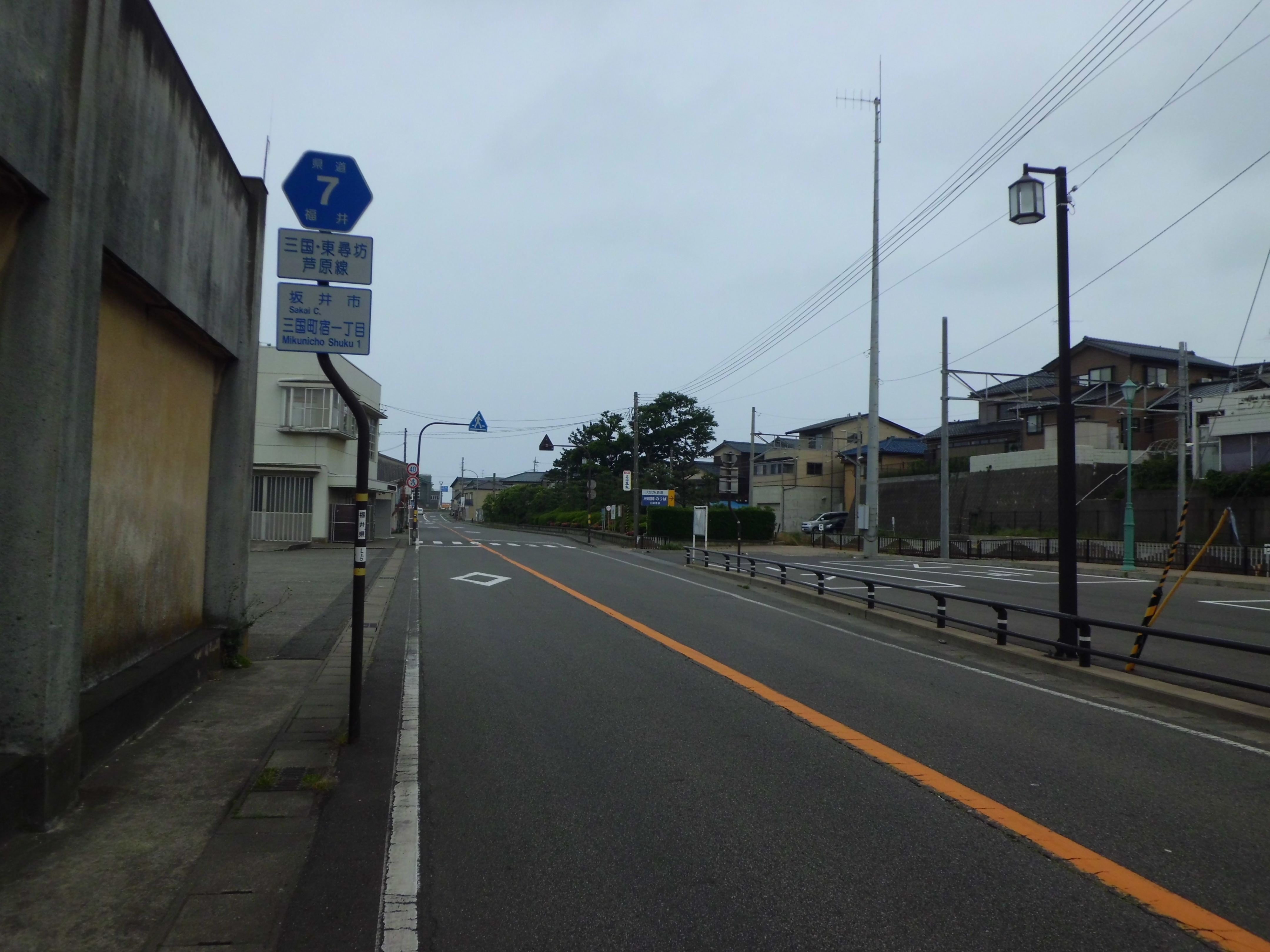
三国港駅前から西を望む

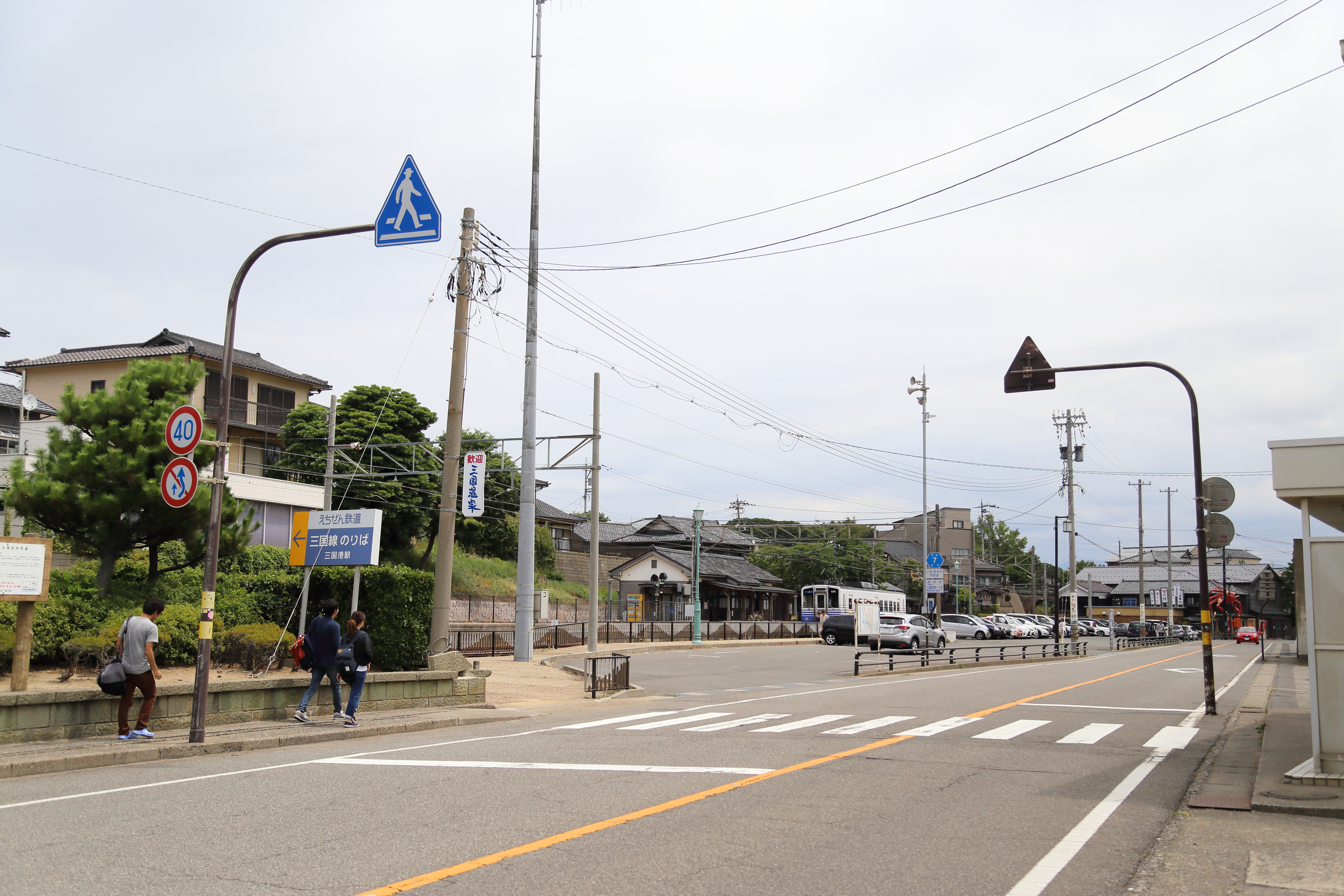
同位置から東を望む

- 国道305号（国道365号 重複）・福井県道101号三国金津線（坂井市三国町山王二丁目・中元交差点、起点）
- 福井県道119号三国停車場線（坂井市三国町北本町四丁目・今新交差点）
- 福井県道166号北潟平山線（坂井市三国町平山・平山交差点）
- 国道305号（国道365号・福井県道151号加戸三国線 重複）（坂井市三国町加戸 - （重複） - あわら市舟津・舟津口交差点、終点）

※ 国道305号重複区間内の接続路線
- 福井県道152号波松芦原線（あわら市舟津 - （重複） - 同・舟津口交差点、終点）
- 福井県道・石川県道5号福井加賀線（あわら市舟津・舟津口交差点、終点）

### 沿線にある施設など
- 三国港
- 三国港駅
- 三国サンセットビーチ
- 東尋坊
- 三国海浜自然公園【北緯36度14分55.8秒 東経136度7分52.0秒 / 北緯36.248833度 東経136.131111度】
- 越前松島
- 丸岡藩砲台跡
- 三国競艇場
- 芦原温泉